# Karolinanattskärra
Karolinanattskärra (Antrostomus carolinensis) är en fågel i familjen nattskärror. Den häckar huvudsakligen i östra USA och övervintrar söderut till Västindien och norra Sydamerika.

## Utseende och läten
Karolinanattskärran är med en kroppslängd på 31 cm Nordamerikas största nattskärra. Den har rundade vingar och en lång, rundad stjärt. Fjäderdräkten är fläckat brunbeige. Jämfört med östlig skriknattskärra (A. vociferans) som den delar utbredningsområde med är den tydligt större och mer storhövdad, med mer rödaktig fjäderdräkt. Den beigefärgade strupen och det vitaktiga halsbandet kontrasterar med det mörka bröstet. I flykten syns mycket mindre vitt på hanens stjärt än på skriknattskärran, och honan saknar vitt helt och hållet. Lätet består av en vittljudande vissling, i engelsk litteratur återgivet "chuck-will's-widow" vilket också är artens namn på engelska.

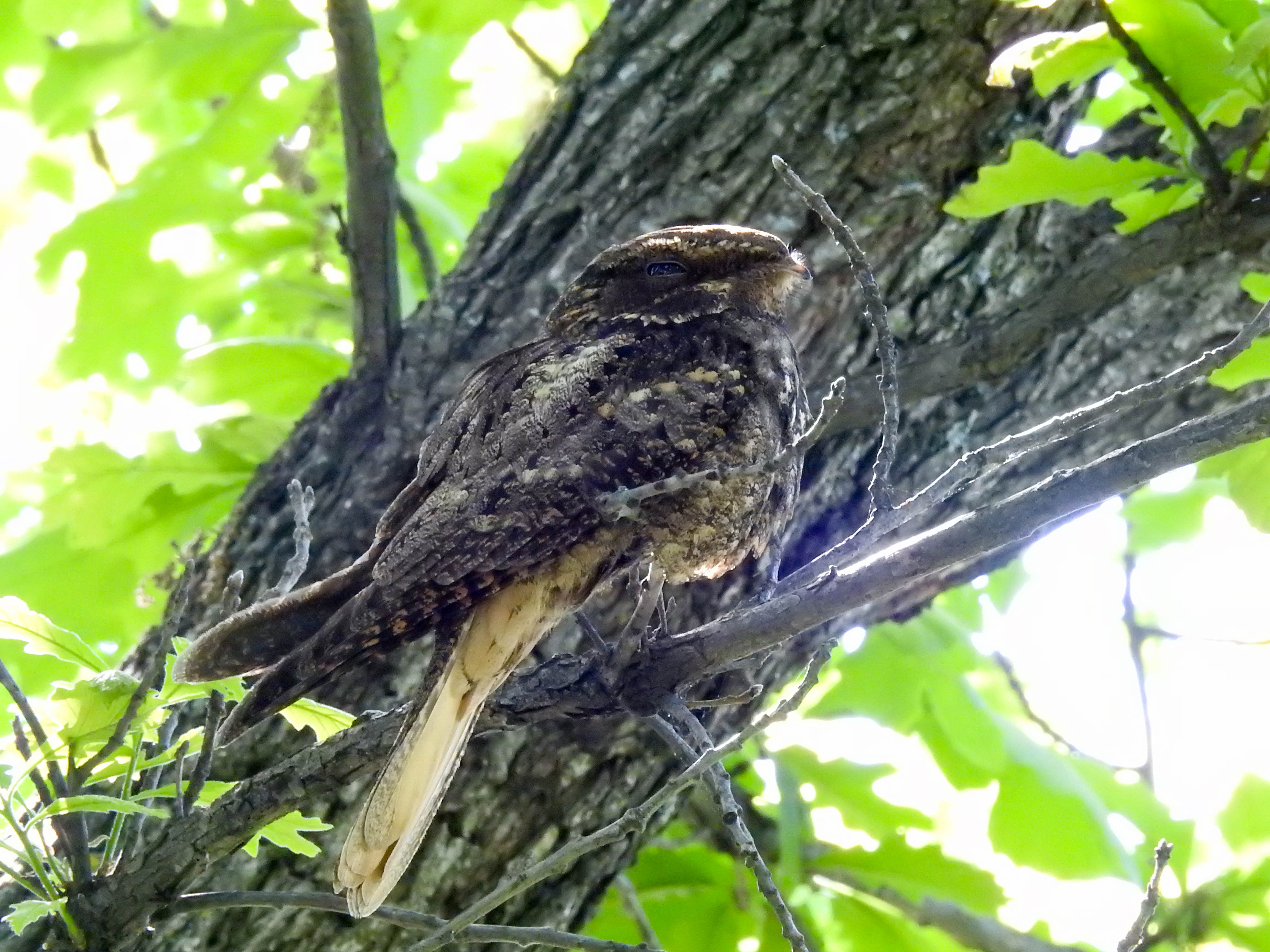

## Utbredning
Fågeln häckar huvudsakligen östra USA från sydöstra Iowa, Indiana och Long Island i New York söderut till östra Texas och södra Florida. Små bestånd finns även lokalt i allra sydligaste Ontario i Kanada samt i norra Bahamas. Den flyttar vintertid till ett stort område från södra USA i sydöstra Texas och Louisiana söderut genom Centralamerika till norra Sydamerika, samt från centrala Florida till Stora Antillerna, österut till Jungfruöarna.

Karolinanattskärrans utbredningsområde.

## Systematik
Arten placerades tidigare i Caprimulgus men genetiska studier visar att den står närmare Phalaenoptilus och Nyctiphrynus. Karolinanattskärran behandlas som monotypisk, det vill säga att den inte delas in i några underarter.

## Levnadssätt
Karolinanattskärran är relativt vanlig men lokalt förekommande i skogsområden med tall och ek eller lundar med städsegröna ekar. Jämfört med östlig skriknattskärra är den rätt skygg och tar till vingarna om den störs. Födan består av flygande insekter som den fångar nattetid. Arten häckar från ,itten av april till juli, i södra delen av utbredningsområdet från början av mars och i norr från mitten av maj. Den lägger vanligen endast en kull.

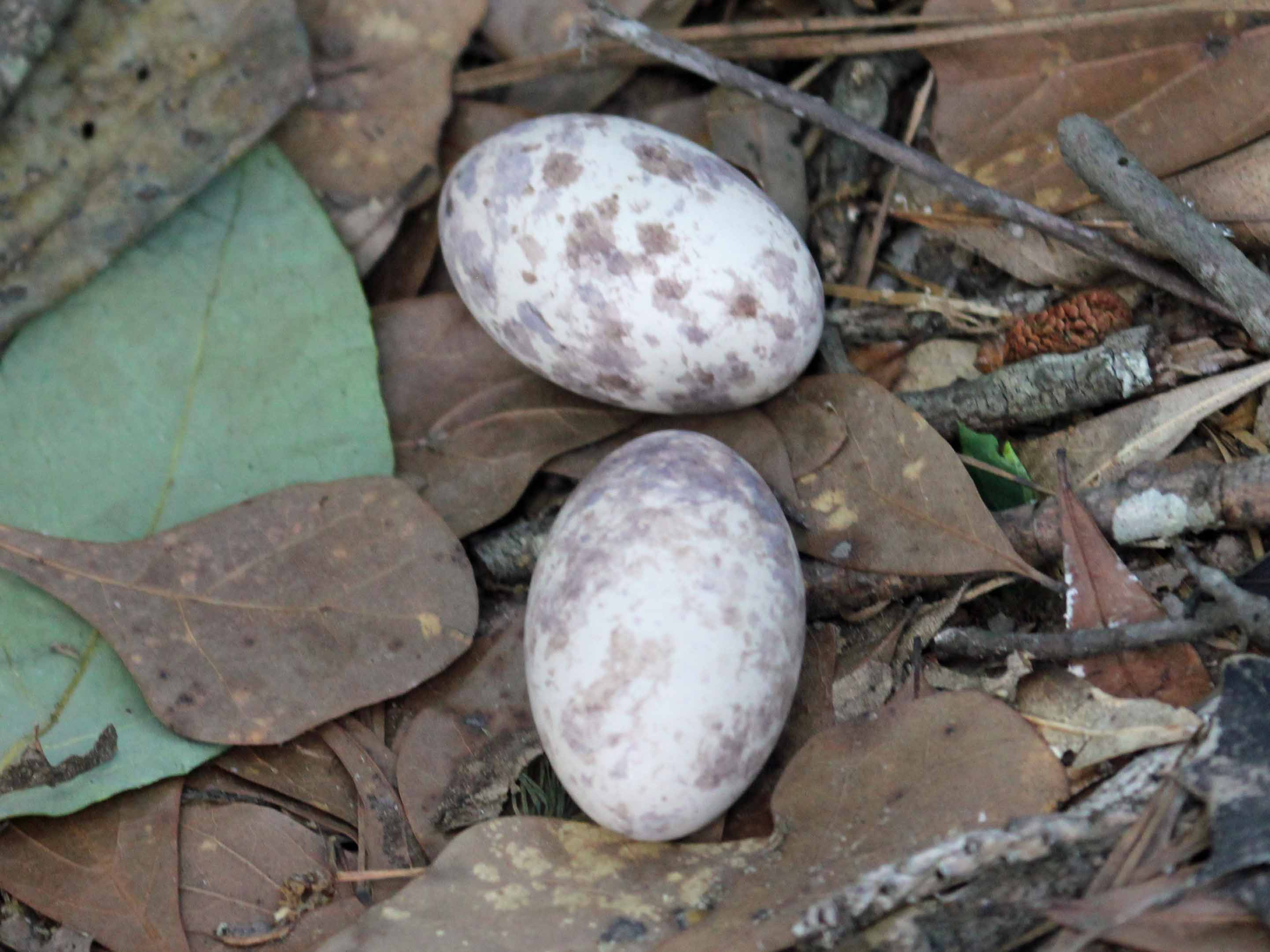
Karolinanattskärran lägger sina ägg direkt på marken.

## Status och hot
Arten har ett stort utbredningsområde och en stor världspopulation på uppskattningsvis 5,7 miljoner vuxna individer. Den tros dock minska relativt kraftigt i antal. Internationella naturvårdsunionen IUCN kategoriserar därför arten sedan 2018 som nära hotad (NT).